# تنیسون (تگزاس)
تنیسون، تگزاس(به انگلیسی: Tennyson, Texas) یک محدوده ثبت‌نشده در ایالت تگزاس از ایالات جنوبی ایالات متحده آمریکا است.

## جستارهای ویژه
- فهرست شهرهای تگزاس